# Талалаев, Анатолий Николаевич (художник)
Анатолий Николаевич Талалаев (10 августа 1929 — 24 октября 1989) — советский и российский художник-живописец, график, член Союза художников СССР.

## Биография
В 1954 г. окончил мастерскую В. Н. Бакшеева Московского художественно-педагогического училища памяти 1905 года. В 1959 г. окончил мастерскую С. А. Григорьева и В. Г. Пузырькова Киевского государственного художественного института.
1958 г. — начало творческой деятельности. Экспонирование картины «Дождь» в Киеве на Республиканской художественной выставке, посвященной 40-летию ВЛКСМ. 1959 г. — зачислен художником в творческий цех Московского областного художественного фонда. 1964 г. — член Союза художников СССР. 1964 г. — переведён в комбинат художественных работ Московской области художественного фонда. 1967—1970 гг. — работа в газете «Советская Россия». Многочисленные поездки по стране отражены в серии рисунков и портретов: нефтяники Тюмени, хлеборобы Ставрополья, учёные Сибири, строители Братска…
Одной из ярких командировок была арктическая экспедиция 1966—1967 года на судах Мурманского пароходства по Северному Морскому пути — особенно пребывание с июня по декабрь на ледоколе «Красин». Все события из этой поездки подробно описаны в мемуарах и рассказах (Семнадцать узлов). Итогом экспедиции стали зарисовки из жизни моряков, а также более ста этюдов, картин и эскизов: «Арктика» (1967), «Красные скалы» (1968), «Остров Вайгач» (1967), «Птичий базар» (1967), «Хозяйка Камбуза» (1978). Ещё одним значимым событием этого периода стала командировка 1968 года на судне Советского Дунайского пароходства по Дунаю. Истории моряков, пейзажи Румынии, Болгарии, Югославии, Венгрии, Чехословакии, Австрии — вдохновили на создание тематических картин и графики: «Вена» (1978), «Могила Бетховена» (1968), «Ночная Вена» (1968), «Мост через Дунай» (1968). После путешествия были организованы персональные выставки в разных городах. 1974—1980 гг. Талалаев совершал творческие поездки по Вологодской и Архангельской областям, ходил на яхте по Онеге, где много писал: «Кирилло-Белозерский монастырь» (1980), «Маэкса» (1970), «На Онеге» (1971). Картина «Рыбаки Севера» (1962г) приобретена министерством культуры СССР с выставки в Манеже и занесена в каталог «Художественные ценности России». Произведения: «Бригада», «Ревтрибунал», «Утро», «Баня» и другие значимые произведения Талалаева — куплены музеями нашей страны, и хранятся в галереях Франции, Германии, Чехии и США.
В течение всей жизни А. Н. Талалаев работал в мастерской г. Реутова Московской области.
Скончался на 61-м году жизни 24 октября 1989 года. Погребён на Новодеревенском кладбище Балашихинского района.

### Семья
Отец — Талалаев Николай Никифорович, 1907 года рождения, Тула, водитель, участник ВОВ. Мать — Талалаева Александра Васильевна, 1906 года рождения, почтальон. Жена — Шлыкова Нина Александровна, 1934 года рождения, инженер. Дочь — Талалаева Ольга Анатольевна, 1955 года рождения, член Союза художников России, живописец; профессиональный реставратор станковой живописи 1-й категории. Дочь — Талалаева Анастасия Анатольевна, 1964 года рождения, педагог.

## Творчество
А. Н. Талалаев получил хорошую академическую школу в училище и институте, он работал в традиции русской реалистической живописи. Ему подвластны все техники и материалы: масленая живопись, пастель, темпера, линогравюра, шелкография, скульптура. Талалаев освоил все жанры изобразительного искусства: натюрморт, пейзаж, портрет, станковая картина… Анатолий Николаевич постоянно развивался творчески и искал новые средства выражения. Одним из любимых жанров был натюрморт: «Лето» (1974), «Ждут гостей» (1978), «Золотой вечер» (1960). А. Н. Талалаев всегда стремился идти своим путём в живописи. Следуя традициям русского реализма, он сумел сказать своё неповторимое слово в искусстве XX века.

## Выставки
- Первая публикация картин А. Н. Талалаева относится ещё к студенческим годам. В 1958 г. в журнале «Радянська жiнка» была напечатана картина «Дождь». Эта работа экспонировалась на Республиканской художественной выставке, посвященной 40-летию ВЛКСМ в Киеве.
- Выставка, посвященная 40-летию ВЛКСМ. Киев, 1958 г.
- Отчетная выставка художников Московской области, 1960 г.
- Выставка работ художников, окончивших училище памяти 1905 года. (1960 г. ,1969 г.)
- Выставка, посвященная XXII съезду КПСС, 1961 г.
- Всесоюзная выставка Молодых художников, 1962 г.
- Зональная выставка, 1964 г.
- Всесоюзная выставка «В едином строю», 1965 г.
- Выставка «Защитникам Москвы посвящается», 1966 г.
- Юбилейная областная выставка, 1967 г.
- Областная выставка «Подмосковье мое», 1967 г., 1980 г.
- Областная выставка «Подмосковье мое» — 1967 г.
- «Мое Нечерноземье», 1977 г.
- Зональная выставка «В едином строю», 1969 г.
- Персональная выставка в Чехословакии. Прага, 1974 г.
- Выставка «Художники Подмосковья — 50-летию образования СССР», 1973 г.
- Зональная выставка «Подмосковье» 1980 г., 1984 г.
- Персональная выставка, 1979 г.
- Выставка «Художники Подмосковья Советскому фонду Мира» 1980, 1884 г.
- Выставка, посвящённая 40-летию Великой Победы, 1985 г.
- Всероссийская выставка «По родной стране» 1981 г.,1983 г.
- Персональные выставки: 1968 г., 1970 г., 1973 г., 1977 г., 1980 г., 1989 г.
- Персональная посмертная выставка 1990 г., Москва.
- «Романтизм Соцреализма. Оборотная сторона медали.» Живопись. Графика 1930—1950 гг. Из коллекции Художественного фонда «Новая галерея», 1995 г.
- Выставка российских художников в Париже, 1994 г. -
- Международная художественная выставка «ПОБЕДА», ЦДХ, 2005 г.
- Выставка «Советский Спорт» ИРРИ Москва, Лондон галерея Сотбис, Сочи. — 2014 г.

## Основные произведения
«Питомцы»1961 г., «Девчата»,1968 г. «Камбузница»,1978 г. «Субботний день»1983 г., «Теплый вечер»,1965 г. «Холодная баня»,1977 г. «Весна»1981 г. «Лето»,1965 г. «Ждут гостей»,1978 г. «Золотой вечер»,1960 г. «Февральское утро»,1973 г. «Суровые годы»1979 г., «Обнаженная в интерьере»1984 г., «Тревога»1970 г., «Есенин»1970 г., «Красные скалы»1968 г., «Белозерск»1980-1981 г., «Птичий базар»1968 г.

## Музеи
- Центральный музей Великой Отечественной войны (1941—1945 гг.) (Москва)
- Институт русского реалистического искусства (ИРРИ) (Москва)
- Галерея Русского Искусства (Харбин)
- Галерея Русского искусства (Прага)
- Московский областной художественно- историческом музей (Истра)
- Ярославский художественный музей (Ярославль)
- Белозерский областной краеведческий музей. (Белозерск)
- Пермская государственная художественная галерея (Пермь)
- Дирекция выставок художественного фонда России. Министерство культуры России.
- В картинных галереях и частных собраниях России, Франции, Италии, Англии, Германии, США.